# Lishi, Zhenjiang
Lishi (kinesiska: 犁市) är en köping i sydöstra Kina. Den ligger i stadsdistriktet Zhenjiang i staden Shaoguan i provinsen Guangdong, omkring 200 kilometer norr om provinshuvudstaden Guangzhou. Antalet invånare är 40 016. Befolkningen består av 16 646 kvinnor och 23 370 män. Barn under 15 år utgör 15,0 %, vuxna 15-64 år 74 %, och äldre över 65 år 10,0 %.